# IC 1423
IC 1423 — галактика типу SBb (компактна витягнута галактика) у сузір'ї Пегас.
Цей об'єкт міститься в оригінальній редакції індексного каталогу.